# 카를로스 살세도
카를로스 호엘 살세도 에르난데스(스페인어: Carlos Joel Salcedo Hernández, 1993년 9월 29일 ~ )는 멕시코의 축구 선수로, 현재 리가 MX의 크루스 아술에서 뛰고 있다.